# Остров Королевы Елизаветы II
Остров Королевы Елизаветы II (англ. Queen Elizabeth II Island), до 2022 года — Аспен (англ. Aspen Island) — искусственный остров в водохранилище Бёрли-Гриффин, Канберра, Австралийская столичная территория, Австралия.
Остров Королевы Елизаветы II находится внутри так называемого Парламентского треугольника. Примерный размер острова 270 метров в длину на 95 метров в самой широкой части, площадь — 0,014 км², максимальная высота над уровнем моря — 559 метров, максимальная относительная высота — 3 метра. C «большой землёй» остров соединяет пешеходный мост John Gordon Walk длиной около 60 метров.
Главная достопримечательность острова — Национальный карильон, подаренный Канберре Британией в 1970 году. Сооружение имеет в высоту 50 метров, на нём расположены 55 колоколов массой от 7 килограммов до 6 тонн.
Первоначальное название — Аспен — применительно к острову было употреблено 21 ноября 1963 года, такое название он получил в честь осин (англ. Aspen), высаженных на острове. В 2022 году решением парламента Австралийской столичной территории остров был переименован в честь Елизаветы II, как дань её 70-летнему служению в качестве королевы Австралии.
Остров является популярным местом для свадебных прогулок.

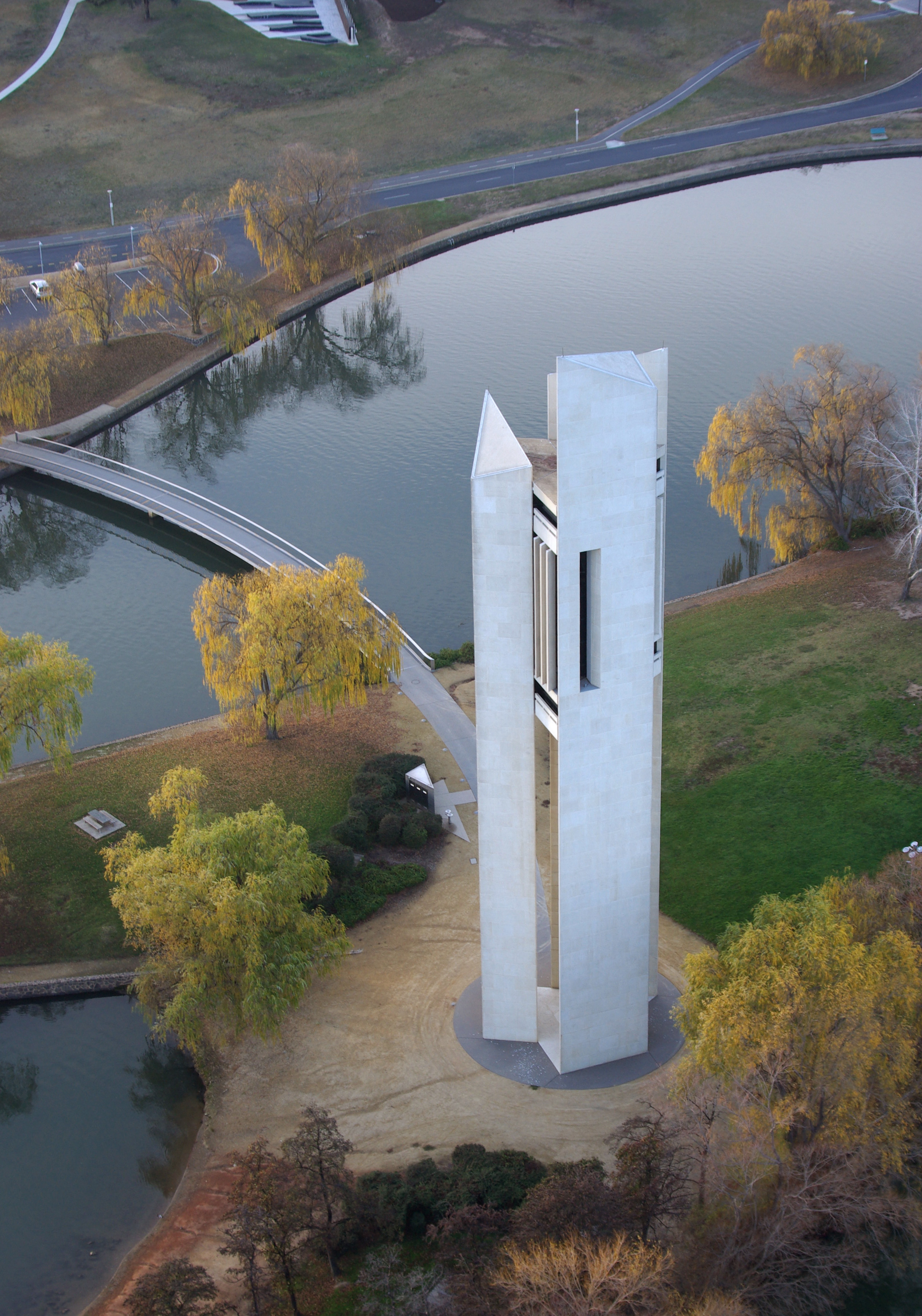
Национальный карильон и пешеходный мост John Gordon Walk
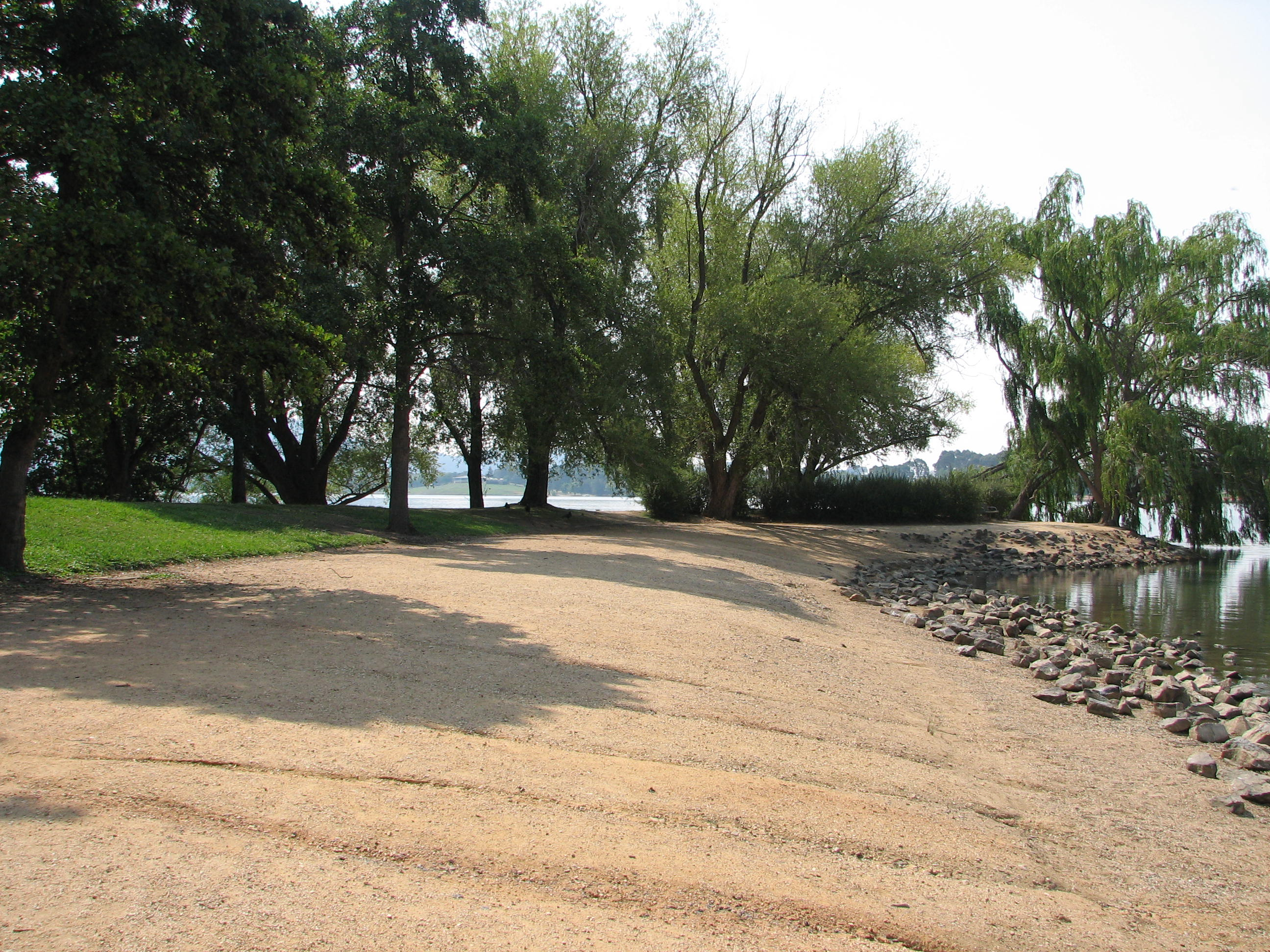
На острове